# Иаков (Немоловский)
Иаков (в миру Яков Иванович Немоловский; 12 апреля 1862, село Выгнанка, Новоград-Волынский уезд, Волынская губерния — после 1935) — деятель обновленчества, до 1924 года — епископ Русской православной церкви, епископ Староконстантиновский, викарий Волынской епархии.

## Биография
В 1884 году окончил Волынскую духовную семинарию по первому разряду и назначен надзирателем Житомирского духовного училища.
В 1887 году рукоположён во священника.
В 1894 году окончил Киевскую духовную академию со степенью кандидата богословия и определён законоучителем Волынского женского духовного училища в сане протоиерея.
С 1903 году — инспектор классов того же училища.
С 2 мая 1915 года — преподаватель Житомирского духовного училища.
С 12 августа 1915 года — смотритель Камышинского духовного училища.
В 1917—1919 годах — ректор Волынской духовной семинарии. Митрополит Евлогий (Георгиевский) вспоминал, что «в Житомире выгнали ректора семинарии архимандрита Иерофея и выбрали своего — протоиерея Иакова Немоловского; в разных приходах изгонялись священники, агитация невежественных „социал-псаломщиков“ и т. д.».
6 мая 1922 года хиротонисан во епископа Старо-Константиновского и Изяславского, викария Волынской епархии.
В ту пору усилиями местной власти в епархии начало активно насаждаться обновленчество. Не обладая полной информацией о обновленчестве и находясь под сильным давлением ГПУ, правящий епископ Волынский Аверкий (Кедров) 7 февраля 1924 года провёл пленум Волынского епархиального управления, принявший постановление: «Признать Времен. Всеукраинский Священ. Синод высшим церковным административным органом управления Православной Церковью на Украине до Собора». На самом деле Волынская епархия находилась в канонической автономии и не признавала обновленческий Синод. 6 ноября 1924 года епископ Аверкий выехал «в Москву для выяснения вопроса о состоянии Церкви в настоящее время». Покидая Житомир, он передал управление епархией «старейшему по хиротонии из своих викариев епископу… Иакову (Немоловскому). Но он отказался от управления епархией, и владыка Аверкий передает управление епархией недавно рукоположенному епископу Полонскому Максиму (Руберовскому)».
Однако в конце декабря Волынское губернское ГПУ, узнав о независимой позиции Волынской епархии, потребовало срочно созвать епархиальный съезд, прошедший 30 декабря 1924 года. Съезд, признавший обновленческую власть, завершился окончательным расколом между «обновленцами» и «тихоновцами». Викарные епископы Максим (Руберовский) и Леонтий (Матусевич) поддержали каноническую церковную власть, а епископ Иаков (Немоловский) подчинялся обновленческому Синоду.
В 1925 году присутствовал на Всероссийском обновленческом съезде.
С октября 1935 года вследствие закрытия Староконстантиновской обновленческой епархии уволен на покой.
Дальнейшая судьба неизвестна. Скорее всего, был расстрелян во время большого террора 1937—1938 годов.